# Жечкі (Західнопоморське воєводство)
Жечкі (пол. Rzeczki) — село в Польщі, у гміні Хощно Хощенського повіту Західнопоморського воєводства.
Населення — 62 особи (2011).
У 1975-1998 роках село належало до Гожовського воєводства.

## Демографія
Демографічна структура станом на 31 березня 2011 року:
|          | Загалом | Допрацездатний вік | Працездатний вік | Постпрацездатний вік |
| -------- | ------- | ------------------ | ---------------- | -------------------- |
| Чоловіки | 26      | 5                  | 20               | 1                    |
| Жінки    | 36      | 7                  | 24               | 5                    |
| Разом    | 62      | 12                 | 44               | 6                    |